# Въведение Богородично (Охрид)
Вижте пояснителната страница за други значения на Въведение Богородично.
„Въведение Богородично“ (на македонска литературна норма: „Воведение Богородично“) е скална православна църква в рибарската махала Канео в град Охрид, Северна Македония.
Църквата е разположена южно от църквата „Свети Йоан Богослов Канео“, в скалите над езерото, като до нея се стига само по вода. Около нея са вдълбани монашески килии. Въпреки че стенописите са силно повредени, запазена е композиция, изобразяваща Въведение Богородично. По стилистичните особености на стенописите църквата е датирана от края на XIV или началото на XV век.